# 米德爾格羅夫 (伊利諾伊州)
米德爾格羅夫（英語：Middlegrove）是位於美國伊利諾伊州富爾頓縣的一個非建制地區。該地的面積和人口皆未知。

## 地理
米德爾格羅夫的座標為40°42′16″N 90°05′58″W / 40.70444°N 90.09944°W，而該地的平均海拔高度為219米（即719英尺）。